# James Cronin
James Watson Cronin (Chicago (Illinois), 29 september 1931 – Saint Paul (Minnesota), 25 augustus 2016) was een Amerikaans kernfysicus. Samen met zijn mede-onderzoeker Val Fitch ontving hij in 1980 de Nobelprijs voor de Natuurkunde voor de ontdekking in 1964 van de doorbreking van fundamentele symmetrieprincipes bij het verval van neutrale kaonen.

## Biografie
Cronin werd geboren in 1931 als zoon van James Farley Cronin en Dorothy Watson. Toen James werd geboren was zijn vader promovendus klassieke talen aan de universiteit van Chicago. Nadat zijn vader was gepromoveerd verhuisde het gezin eerst naar Alabama en, in 1939, naar Dallas waar zijn vader docent Grieks en Latijn werd aan de Southern Methodist University (SMU).
Zelf studeerde James ook aan deze universiteit en verkreeg er in 1951 zijn bachelor in de wis- en natuurkunde. Hierna keerde hij terug naar Illinois om aan de universiteit van Chicago te studeren. Onder zijn docenten bevonden zich onder andere de Nobelprijswinnaars Enrico Fermi, Maria Goeppert-Mayer en Murray Gell-Mann. Zijn proefschrift over experimentele kernfysica schreef hij onder begeleiding van Samuel K. Allison. Ook ontmoette hij hier zijn echtgenote, Annette Martin, die hij in 1954 huwde.
Na het behalen van zijn promotie in 1955 ging hij naar het Brookhaven National Laboratory (BNL), waar hij terechtkwam in de onderzoeksgroep van Rodney Cool en Oreste Piccioni. Hier begon hij aan een studie naar de pariteitsschending in het verval van hyperondeeltjes. Gedurende deze periode ontmoette hij ook Val Fitch, die hem in 1958 naar de Princeton-universiteit haalde. Samen deden ze onderzoek naar het verval van neutrale kaonen, waarbij ze in 1964 de schending van de CP-symmetrie ontdekten. Zo toonden ze aan dat bij het verval van kaonen weliswaar de CPT-symmetrie gehandhaafd blijft, maar de CP-symmetrie niet en daarom de T-symmetrie ook niet. Voor deze ontdekking kreeg het duo in 1980 de Nobelprijs voor de Natuurkunde.
Na de ontdekking verbleef Cronin een jaar in Frankrijk bij het Centre d'études Nucléaires in Saclay. In 1965 keerde hij terug naar Princeton als hoogleraar natuurkunde. In 1971 werd hij benoemd tot hoogleraar natuurkunde aan de universiteit van Chicago. Dit was aanlokkelijk voor hem vanwege de constructie van een nieuwe 400 GeV deeltjesversneller bij het nabijgelegen Fermilab.